# 용자리 42 b

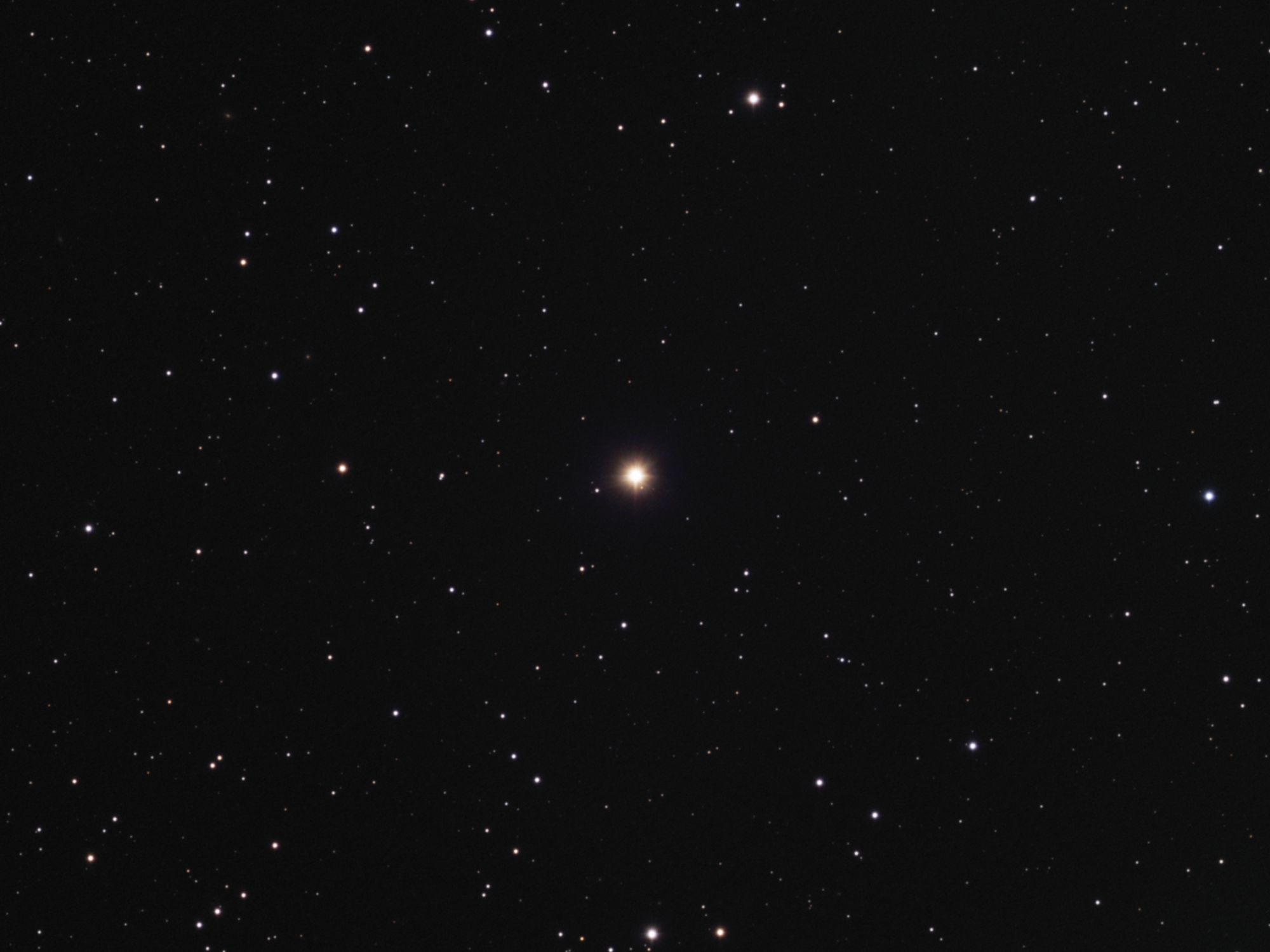

용자리 42 b는 용자리 방향으로 지구로부터 약 317광년 떨어진 곳에 있는 외계 행성이다. b의 어머니 항성은 분광형 K의 거성이다. 최소 질량은 태양의 약 3.88배로 이미 슈퍼목성으로 분류할 수 있다. 궤도경사각이 어느 정도 되는지 정확히 밝혀져 있지 않기 때문에 실제 질량은 이보다 클 확률이 있다. 궤도이심률은 0.38로 큰 편이다. 2009년 3월 20일 발견 사실이 공식적으로 발표되었다.

## 같이 보기
- HD 139357 b
- 용자리 요타 b

## 참고 문헌
- Doellinger;  외. (2009). “Planetary companion candidates around the K giant stars 42 Draconis and HD 139357”. 《Astronomy & Astrophysics》.